# Vasco Lourinho
Vasco Lourinho (Reguengos de Monsaraz, 1942 — 2013) era um jornalista português, famoso em Portugal pelo seu trabalho como correspondente da RTP em Madrid, em Espanha, durante longos anos, numa altura em que eram escassos os correspondentes da televisão portuguesa permanentemente no estrangeiro.
Pertenceu à Mocidade Portuguesa, tendo tido como comissário dessa organização o mais tarde General Humberto Delgado.
Em 1963, com 21 anos de idade, viajou para Espanha. Pouco tempo mais tarde, viajou para a Escandinávia e para a Alemanha, à boleia, onde chegou a trabalhar nas vindimas e na apanha dos morangos, entre outras actividades. Trabalhou também na pintura de barcos de grande porte, na Suécia.
Estudou jornalismo em Madrid, convencendo o júri de admissão das suas capacidades ao afirmar que se era capaz de vender o New York Times em Paris, também seria capaz de escrever para ele. Ingressou na escola de jornalismo em 1964. Em 1965, tinha já o seu primeiro carro.
Começou a sua carreira no jornal espanhol Pueblo, escrevendo, entre outros, artigos sobre a ETA. Teve problemas com esta organização terrorista, por contar verdades que esta não queria ver escritas. Em 1979, com o nascimento do seu filho Miguel, deixou de escrever sobre este tema, para evitar conflitos.
A pedido de Adriano Cerqueira, no princípio dos anos 80, começou a enviar crónicas de Madrid para a RTP. Fê-lo durante 20 anos. O seu sotaque peculiar, misturando laivos fonéticos e cadências de influência castelhana, acabou por tornar famosa a sua forma de se despedir dos telespectadores, no final das suas crónicas: "Vasco Lourinho, desde Madrid, para a RTP". 
Abandonou a RTP em litígio, ganhando o processo.
Em 4 de Março de 2009, foi condenado a 2 anos de prisão, com pena suspensa, por apropriação indevida de dinheiro da empresa Afinsa, com a qual colaborou entre 1998 e 2001.
Na altura do falecimento, vivia em Albufeira, no Algarve, numa casa com piscina e tartarugas. Considerava-se um homem de direita.
Faleceu, no dia 1 de Outubro 2013, vítima de doença.  Vasco Lourinho tinha 71 anos e estava hospitalizado no Algarve. 